# Goderdsi Schwelidse
Goderdsi Schwelidse (georgisch გოდერძი შველიძე; * 17. April 1978 in Rustawi) ist ein nicht mehr aktiver georgischer Rugby-Union-Spieler. Er spielte auf der Position des Pfeilers und stand zuletzt beim französischen Top 14-Ligisten Montpellier Hérault RC unter Vertrag.

## Karriere
Schwelidse begann seine Karriere beim damaligen Top 14-Ligisten AS Béziers. Er wechselte 2004 zum ASM Clermont Auvergne. Seine erfolgreichste Saison spielte Schwelidse im Jahr 2007, als er mit dem ASM Clermont Auvergne den European Challenge Cup gewann als auch das Endspiel um die französische Meisterschaft erreichte, welches verloren wurde. Zur Saison 2008/09 wechselte er nach Montauban.
Schwelidse feierte sein Debüt in der Nationalmannschaft am 14. November 1998 mit dem Spiel gegen Irland. Er kam bislang bei 62 Länderspielen für Georgien zum Einsatz, wobei er 35 Punkte (7 Versuche) erzielte.